# Ara Șeptilici
Ara Șeptilici (n. 6 februarie 1962, Piatra Neamț, d. 21 septembrie 2021, București) a fost o scriitoare și ziaristă română contemporană. 

## Biografie
În perioada 1987 - 1990 a fost membră a cenaclului „Junimea” condus de Ovid S. Crohmălniceanu.
În 1990 înființează, împreună cu Ion Manolescu, Fevronia Novac, Vlad Pavlovici, Andrei Zlătescu și Alexandru Pleșcan, cenaclul „Ficțiuni” din Universitatea București. I se acordă în 1992 prima bursă oferită unui scriitor român la „the Salzburg Seminar of American Studies”, cu tema "Politics and Literature".
Între 1995-2004 a fost corespondent pentru Radio Europa Liberă, alături de Neculai Constantin Munteanu, Emil Hurezeanu, Mircea Iorgulescu, Ion Bogdan Lefter, Cristian Teodorescu, Tania Radu.

## Apariții editoriale
- Dublul, un roman, 184 p., prefață de Simona Popescu, la Editura Paralela 45, 2006 (debut) pentru care primește premiul revistei Cuvântul.
- Este prezentă în antologia Ficțiuni, Editura Litera, 1992, antologie inclusă în manualele școlare și recenzată ca fiind primul manifest postmodern românesc de dupa ‘90. Publică în reviste și ziare românești (Amfiteatru, Romania literară, Convorbiri literare, Cuvântul, Contrapunct, Luceafarul, etc), precum și în revista AGORA din SUA.

## Dosar de presă
„Exista, în literatura româna a anilor ’80 - ’90 câteva volume colective care au intrat într-un fel de folclor al cunoscătorilor, greu accesibile fiind, dar foarte ușor citabile. Mă gândesc fugitiv la Aer cu diamante, Cinci, Desant 83, Ficțiuni, Pauza de respirație, Tablou de familie, Ferestre 98 s.a.m.d. Devenite o formă aproape subversiva de debut, aceste cărti au impus rapid nume de tineri scriitori, care de obicei n-au întârziat în a confirma. Puțin diferit s-au întâmplat lucrurile în cazul Ficțiunilor (1992), grupul – Ion Manolescu, Fevronia Novac, Alexandru Plescan, Vlad Pavlovici, Andrei Zlatescu si Ara 
Șeptilici – dispersându-se, din pacate, foarte devreme. O buna parte din acești autori au abandonat, practic, literatura. Sau poate doar au amânat-o... 
Ne-o dovedeste Ara Șeptilici, care publică, abia acum, o carte inexplicabilă, amețitoare și fermecătoare, conștientă de sine și indiferentă față de real: Dublul, un roman (Editura Paralela 45). Putem mai ușor povesti ce se petrece cu o asemenea proză decât ce se petrece în ea. Discursul traiește o poveste a sa, nu neapărat explicită, dar cu adevarat frumoasă stilistic. Sare în ochi scriitura estetă și fragmentară,autoironică și amagitoare.“ – Școala de la Ficțiuni, Cosmin Ciotloș, România literară, Nr. 29 / 21 iulie 2006.